# Prima Categoria 1913-14
El Campeonato Italiano de Fútbol 1913-14 fue la 17.ª edición de dicho campeonato. Casale ganó su primer scudetto.

## Zona Norte

### Clasificaciones

#### Grupo 1 (Piamonte-Liguria)

##### Clasificación
|     | Equipo       | Pts | PJ | PG | PE | PP | GF | GC | +/- | Comentarios                            |
| --- | ------------ | --- | -- | -- | -- | -- | -- | -- | --- | -------------------------------------- |
| 1.  | Casale       | 31  | 18 | 15 | 1  | 2  | 65 | 11 | +54 | Clasificado a la ronda final del grupo |
| 1.  | Genoa        | 31  | 18 | 14 | 3  | 1  | 49 | 19 | +30 | Clasificado a la ronda final del grupo |
| 3.  | Pro Vercelli | 30  | 18 | 13 | 4  | 1  | 58 | 8  | +50 |                                        |
| 4.  | Torino       | 26  | 18 | 12 | 2  | 4  | 74 | 21 | +53 |                                        |
| 5.  | Alessandria  | 19  | 18 | 8  | 3  | 7  | 41 | 25 | +16 |                                        |
| 6.  | Andrea Doria | 14  | 18 | 6  | 2  | 10 | 24 | 48 | -24 |                                        |
| 7.  | Piemonte     | 10  | 18 | 4  | 2  | 12 | 24 | 64 | -40 |                                        |
| 8.  | Savona       | 9   | 18 | 3  | 3  | 12 | 27 | 57 | -30 |                                        |
| 9.  | Vigor Torino | 8   | 18 | 3  | 2  | 13 | 28 | 55 | -27 |                                        |
| 10. | Liguria      | 2   | 18 | 0  | 2  | 16 | 11 | 93 | -82 |                                        |

##### Resultados
|              | Alessandria | A. Doria | Casale | Genoa | Liguria | Piemonte | Pro Vercelli | Savona | Torino | Vigor TO |
| ------------ | ----------- | -------- | ------ | ----- | ------- | -------- | ------------ | ------ | ------ | -------- |
| Alessandria  |             | 4-0      | 1-3    | 1-3   | 7-0     | 3-0      | 1-1          | 4-1    | 1-2    | 0-0      |
| A. Doria     | 2-2         |          | 0-1    | 3-5   | 2-1     | 4-1      | 0-1          | 2-0    | 0-6    | 1-0      |
| Casale       | 1-0         | 7-1      |        | 2-0   | 8-0     | 4-0      | 0-0          | 4-0    | 4-0    | 4-1      |
| Genoa        | 3-0         | 1-0      | 5-2    |       | 1-0     | 4-1      | 1-0          | 3-1    | 3-3    | 4-1      |
| Liguria      | 0-5         | 2-4      | 0-6    | 0-4   |         | 3-3      | 0-6          | 1-4    | 0-7    | 1-1      |
| Piemonte     | 0-3         | 3-0      | 0-9    | 2-7   | 4-1     |          | 0-2          | 2-2    | 0-11   | 2-1      |
| Pro Vercelli | 2-0         | 4-2      | 2-0    | 0-0   | 11-0    | 2-0      |              | 6-0    | 2-0    | 8-0      |
| Savona       | 0-3         | 0-0      | 0-3    | 1-1   | 7-1     | 2-4      | 1-5          |        | 0-4    | 6-2      |
| Torino       | 4-2         | 9-1      | 1-2    | 1-2   | 6-0     | 4-1      | 2-2          | 6-0    |        | 2-1      |
| Vigor TO     | 3-4         | 1-2      | 0-5    | 1-2   | 7-1     | 2-1      | 1-4          | 6-2    | 0-6    |          |

#### Grupo 2 (Piamonte-Lombardía)

##### Clasificación
|     | Equipo                 | Pts | PJ | PG | PE | PP | GF | GC | +/- | Comentarios                             |
| --- | ---------------------- | --- | -- | -- | -- | -- | -- | -- | --- | --------------------------------------- |
| 1.  | Internazionale         | 31  | 18 | 15 | 1  | 2  | 91 | 25 | +66 | Clasificados a la ronda final del grupo |
| 2.  | Juventus               | 28  | 18 | 13 | 2  | 3  | 67 | 24 | +43 | Clasificados a la ronda final del grupo |
| 3.  | Milan                  | 26  | 18 | 11 | 4  | 3  | 58 | 19 | +39 |                                         |
| 4.  | US Milanese            | 21  | 18 | 8  | 5  | 5  | 32 | 23 | +12 |                                         |
| 5.  | Novara                 | 19  | 18 | 9  | 1  | 8  | 43 | 32 | +11 |                                         |
| 6.  | Nazionale Lombardia    | 18  | 18 | 8  | 2  | 8  | 45 | 53 | -12 |                                         |
| 7.  | Racing Libertas Milano | 14  | 18 | 6  | 2  | 10 | 26 | 58 | -32 |                                         |
| 8.  | Juventus Italia        | 11  | 18 | 4  | 3  | 11 | 14 | 48 | -34 |                                         |
| 9.  | Como                   | 7   | 18 | 2  | 3  | 13 | 17 | 58 | -41 |                                         |
| 10. | A.C. Milanese          | 5   | 18 | 1  | 3  | 14 | 23 | 76 | -53 |                                         |

##### Resultados
|                | AC Milanese | Como | Internazionale | Juventus | Juv. Italia | Milan | Naz. Lombardia | Novara | Rac. Libertas | US Milanese |
| -------------- | ----------- | ---- | -------------- | -------- | ----------- | ----- | -------------- | ------ | ------------- | ----------- |
| AC Milanese    |             | 8-3  | 1-1            | 1-1      | 1-1         | 1-6   | 3-5            | 0-3    | 0-3           | 0-8         |
| Como           | 2-1         |      | 1-5            | 1-3      | 1-0         | 0-4   | 2-3            | 0-3    | 1-1           | 0-2         |
| Internazionale | 15-0        | 5-1  |                | 6-1      | 5-0         | 5-2   | 9-1            | 1-3    | 5-2           | 3-1         |
| Juventus       | 6-1         | 9-0  | 7-2            |          | 6-0         | 2-1   | 5-0            | 1-3    | 3-1           | 4-0         |
| Juv. Italia    | 2-0         | 1-1  | 0-4            | 1-2      |             | 0-6   | 1-4            | 2-1    | 2-0           | 1-0         |
| Milan          | 6-1         | 4-0  | 0-1            | 3-1      | 3-1         |       | 2-2            | 2-0    | 1-1           | 1-1         |
| Naz. Lombardia | 6-2         | 3-1  | 0-8            | 2-3      | 1-1         | 1-5   |                | 2-0    | 3-1           | 2-3         |
| Novara         | 5-2         | 3-1  | 2-3            | 2-8      | 5-0         | 0-4   | 3-0            |        | 7-0           | 1-1         |
| Rac. Libertas  | 2-1         | 3-2  | 3-8            | 0-5      | 2-0         | 1-7   | 2-9            | 2-1    |               | 2-1         |
| US Milanese    | 1-0         | 0-0  | 0-5            | 0-0      | 6-1         | 1-1   | 2-1            | 3-1    | 2-0           |             |

#### Grupo 3 (Lombardía-Véneto-Emilia-Romaña)

##### Clasificación
|    | Equipo            | Pts | PJ | PG | PE | PP | GF | GC | +/- | Comentarios                            |
| -- | ----------------- | --- | -- | -- | -- | -- | -- | -- | --- | -------------------------------------- |
| 1. | Vicenza           | 27  | 16 | 12 | 3  | 1  | 59 | 6  | +53 | Clasificado a la ronda final del grupo |
| 1. | Hellas Verona     | 27  | 16 | 13 | 1  | 2  | 52 | 18 | +34 | Clasificado a la ronda final del grupo |
| 3. | Modena            | 19  | 16 | 9  | 1  | 6  | 28 | 36 | -8  |                                        |
| 4. | Venezia           | 18  | 16 | 7  | 4  | 5  | 44 | 19 | +25 |                                        |
| 5. | Bologna           | 16  | 16 | 6  | 4  | 6  | 29 | 35 | -6  |                                        |
| 6. | Brescia           | 14  | 16 | 6  | 2  | 8  | 33 | 40 | -7  |                                        |
| 7. | Petrarca Padova   | 13  | 16 | 5  | 3  | 8  | 27 | 39 | -12 |                                        |
| 8. | Volontari Venezia | 6   | 16 | 3  | 0  | 13 | 19 | 66 | -47 |                                        |
| 9. | Udine             | 4   | 16 | 1  | 2  | 13 | 21 | 53 | -34 |                                        |

##### Resultados
|              | Bologna | Brescia 545454512121 | Hellas VR | Modena | Petrarca | Udine | Venezia | Vicenza 5256 soy tabajador de la uefa | Vol. Venezia |
| ------------ | ------- | -------------------- | --------- | ------ | -------- | ----- | ------- | ------------------------------------- | ------------ |
| Bologna      |         | 1-1                  | 3-1       | 1-1    | 3-0      | 3-1   | 2-0     | 0-2                                   | 3-0          |
| Brescia      | 3-1     |                      | 2-5       | 3-4    | 0-0      | 2-1   | 5-1     | 0-4                                   | 7-0          |
| Hellas VR    | 8-2     | 4-0                  |           | 3-0    | 3-1      | 3-1   | 1-1     | 3-1                                   | 10-0         |
| Modena       | 2-0     | 4-2                  | 1-2       |        | 2-1      | 5-1   | 2-0     | 0-4                                   | 2-0          |
| Petrarca     | 2-2     | 1-2                  | 2-4       | 2-0    |          | 6-3   | 4-3     | 0-4                                   | 4-1          |
| Udine        | 2-2     | 5-1                  | 0-2       | 1-2    | 0-2      |       | 0-7     | 1-1                                   | 4-5          |
| Venezia      | 4-1     | 2-0                  | 0-1       | 10-0   | 1-1      | 5-0   |         | 1-1                                   | 2-0          |
| Vicenza      | 6-0     | 6-0                  | 4-0       | 4-0    | 5-0      | 5-0   | 1-1     |                                       | 6-0          |
| Vol. Venezia | 2-5     | 1-5                  | 0-2       | 2-3    | 6-1      | 2-1   | 0-6     | 0-5                                   |              |

### Ronda final

#### Clasificación
|    | Equipo         | Pts | PJ | PG | PE | PP | GF | GC | +/- | Comentarios                     |
| -- | -------------- | --- | -- | -- | -- | -- | -- | -- | --- | ------------------------------- |
| 1. | Casale         | 16  | 10 | 8  | 0  | 2  | 15 | 6  | +9  | Clasificado a la Final Nacional |
| 2. | Genoa          | 14  | 10 | 6  | 2  | 2  | 22 | 11 | +11 |                                 |
| 3. | Internazionale | 11  | 10 | 4  | 3  | 3  | 22 | 16 | +8  |                                 |
| 4. | Juventus       | 10  | 10 | 4  | 2  | 4  | 18 | 18 | 0   |                                 |
| 5. | Vicenza        | 9   | 10 | 4  | 1  | 5  | 15 | 19 | -4  |                                 |
| 6. | Hellas Verona  | 0   | 10 | 0  | 0  | 10 | 6  | 28 | -22 |                                 |

##### Resultados
|                | Casale | Genoa | Hellas VR | Internazionale | Juventus | Vicenza |
| -------------- | ------ | ----- | --------- | -------------- | -------- | ------- |
| Casale         |        | 2-0   | 2-0       | 1-0            | 2-0      | 2-0     |
| Genoa          | 1-2    |       | 3-0       | 1-1            | 4-1      | 2-0     |
| Hellas VR      | 1-2    | 1-2   |           | 1-2            | 1-4      | 0-2     |
| Internazionale | 1-2    | 2-2   | 5-1       |                | 2-2      | 4-1     |
| Juventus       | 1-0    | 2-4   | 4-1       | 1-0            |          | 2-2     |
| Vicenza        | 2-0    | 0-3   | 2-0       | 4-5            | 2-1      |         |

## Zona Sur

### Clasificaciones

#### Toscana

##### Clasificación
|    | Equipo             | Pts | PJ | PG | PE | PP | GF | GC | +/- | Comentarios                            |
| -- | ------------------ | --- | -- | -- | -- | -- | -- | -- | --- | -------------------------------------- |
| 1. | S.P.E.S. Livorno   | 26  | 14 | 12 | 2  | 0  | 45 | 15 | +30 | Clasificado a la ronda final del grupo |
| 2. | Firenze            | 20  | 14 | 9  | 2  | 3  | 36 | 17 | +19 |                                        |
| 3. | Virtus Juventusque | 19  | 14 | 9  | 1  | 4  | 30 | 14 | +16 |                                        |
| 4. | Libertas Firenze   | 16  | 14 | 7  | 2  | 5  | 21 | 16 | +5  |                                        |
| 5. | Italia Firenze     | 13  | 14 | 6  | 1  | 7  | 25 | 28 | -3  |                                        |
| 6. | Pisa               | 8   | 14 | 3  | 2  | 9  | 14 | 19 | -5  |                                        |
| 7. | Lucca              | 5   | 14 | 2  | 1  | 11 | 13 | 45 | -32 |                                        |
| 7. | Prato              | 5   | 14 | 2  | 1  | 11 | 9  | 39 | -30 |                                        |

##### Resultados
|             | Firenze | Italia FI | Libertas FI | Lucca | Pisa | Prato | Spes LI | Virtus Juv. |
| ----------- | ------- | --------- | ----------- | ----- | ---- | ----- | ------- | ----------- |
| Firenze     |         | 3-1       | 1-2         | 5-1   | 1-1  | 3-0   | 1-1     | 2-0         |
| Italia FI   | 1-3     |           | 1-2         | 2-0   | 1-0  | 2-0   | 1-1     | 1-5         |
| Libertas FI | 0-2     | 3-2       |             | 4-0   | 1-1  | 2-0   | 1-3     | 0-1         |
| Lucca       | 3-6     | 2-7       | 1-4         |       | 0-2  | 2-3   | 0-4     | 1-4         |
| Pisa        | 0-1     | 0-1       | 0-1         | 0-1   |      | 5-0   | 1-3     | 2-1         |
| Prato       | 0-4     | 1-3       | 0-0         | 0-1   | 3-1  |       | 1-2     | 0-3         |
| Spes LI     | 5-3     | 3-2       | 3-1         | 5-1   | 1-0  | 9-1   |         | 3-1         |
| Virtus Juv. | 2-1     | 5-0       | 1-0         | 0-0   | 4-1  | 2-0   | 1-3     |             |

#### Lacio

##### Clasificación
|    | Equipo         | Pts | PJ | PG | PE | PP | GF | GC | +/- | Comentarios                            |
| -- | -------------- | --- | -- | -- | -- | -- | -- | -- | --- | -------------------------------------- |
| 1. | Lazio          | 20  | 10 | 10 | 0  | 0  | 52 | 5  | +47 | Clasificado a la ronda final del grupo |
| 2. | Roman          | 15  | 10 | 7  | 1  | 2  | 26 | 9  | +17 |                                        |
| 3. | Juventus Audax | 9   | 10 | 4  | 1  | 5  | 12 | 21 | -9  |                                        |
| 4. | Audace Roma    | 6   | 10 | 3  | 0  | 7  | 9  | 29 | -20 |                                        |
| 4. | Fortitudo Roma | 6   | 10 | 2  | 2  | 6  | 13 | 35 | -22 |                                        |
| 6. | Pro Roma       | 4   | 10 | 2  | 0  | 8  | 19 | 32 | -13 |                                        |

##### Resultados
|            | Audace | Fortitudo | Juv. Audax | Lazio | Pro Roma | Roman |
| ---------- | ------ | --------- | ---------- | ----- | -------- | ----- |
| Audace     |        | 2-0       | 3-2        | 0-4   | 1-0      | 0-1   |
| Fortitudo  | 4-2    |           | 2-2        | 0-7   | 5-4      | 1-1   |
| Juv. Audax | 2-0    | 1-0       |            | 1-6   | 1-0      | 0-4   |
| Lazio      | 3-0    | 9-0       | 2-0        |       | 9-0      | 3-1   |
| Pro Roma   | 10-1   | 2-1       | 1-2        | 1-6   |          | 0-2   |
| Roman      | 3-0    | 5-0       | 3-1        | 2-3   | 4-1      |       |

#### Campania
Jugado el 25 de enero y el 2 de febrero de 1914.
| Equipo 1 | Agr. | Equipo 2              | Ida | Vuelta |
| -------- | ---- | --------------------- | --- | ------ |
| Naples   | 2-3  | Internazionale Napoli | 1-1 | 1-2    |

Internazionale Napoli clasificado.

### Ronda final

#### Primera ronda
Jugado el 19 y 26 de abril de 1914.
| Equipo 1     | Agr. | Equipo 2 | Ida | Vuelta |
| ------------ | ---- | -------- | --- | ------ |
| Spes Livorno | 0-4  | Lazio    | 0-3 | 0-1    |

Lazio clasificado.

#### Segunda ronda
Jugado el 3 y 10 de mayo de 1914.
| Equipo 1 | Agr. | Equipo 2              | Ida | Vuelta |
| -------- | ---- | --------------------- | --- | ------ |
| Lazio    | 9-0  | Internazionale Napoli | 1-0 | 8-0    |

Lazio clasificado a la Final Nacional.

## Final Nacional
Jugada el 5 y 12 de julio de 1914.
| Equipo 1 | Agr. | Equipo 2 | Ida | Vuelta |
| -------- | ---- | -------- | --- | ------ |
| Casale   | 9-1  | Lazio    | 7-1 | 2-0    |

|           |
| Campeón   |
| Casale    |
| 1º título |